# Batalha de Smoliani

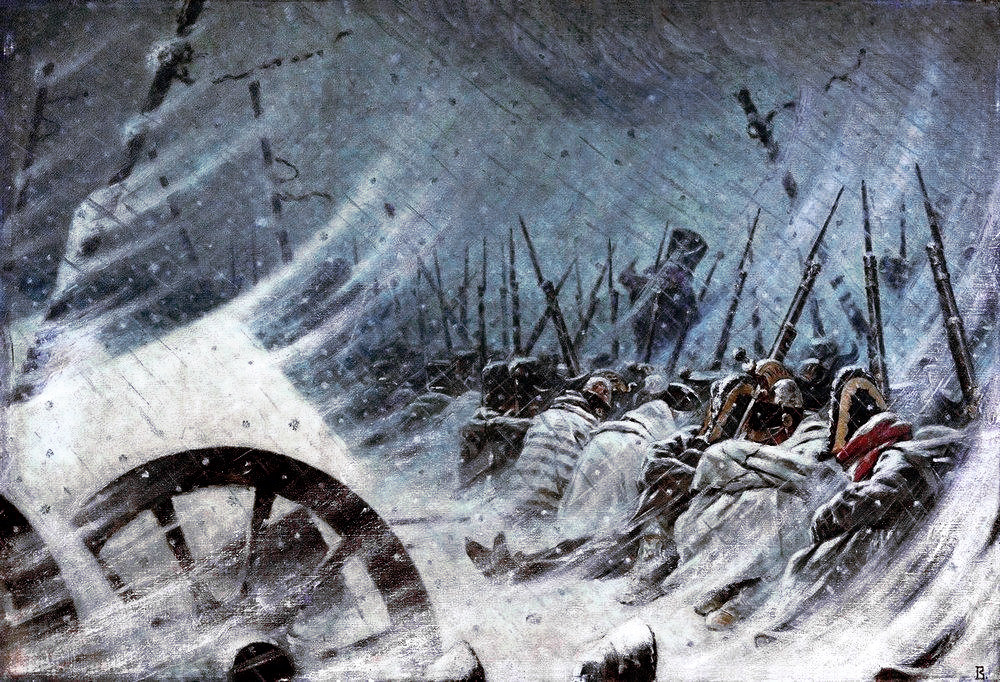
Batalha de Smoliani

Na Batalha de Smoliani (13 a 14 de novembro de 1812), os russos sob o comando do general Peter Wittgenstein derrotaram as forças francesas do marechal Claude Victor e do marechal Nicholas Oudinot. Esta batalha foi o último esforço dos franceses para restabelecer seu flanco norte na Rússia, conhecido como "Linha Dwina". Anteriormente, os franceses haviam sido derrotados neste setor na Segunda Batalha de Polotsk (18 a 20 de outubro de 1812) e na Batalha de Czasniki (31 de outubro de 1812)

## Antecedentes
Ao saber da derrota de Victor na Batalha de Czasniki, Napoleão - que já estava angustiado com a situação no norte devido à derrota francesa anterior em Polotsk - ordenou que Victor assumisse a ofensiva imediatamente e expulsasse Wittgenstein.
Na época do encontro com Smoliani, Napoleão planejava liderar seu Grande Armée em rápida desintegração para um porto seguro no oeste, como Minsk. Para executar este plano, a rota de retirada planejada do Grande Armée teve que ser assegurada. A posição de Wittgenstein em Czasniki ficava a 31 milhas (50 km) ao norte de Borisov, uma cidade que Napoleão precisava cruzar o Berezina para que o principal exército francês chegasse a Minsk.
Victor, por ordem de Napoleão, deveria coordenar as ações de seu IX corpo com o VI corpo e o II corpo comandado pelo marechal Oudinot. O plano francês inicial - ordenado por Napoleão e endossado por Victor, não era atacar Wittgenstein frontalmente, mas que um corpo atacasse os russos no flanco enquanto o outro conduzia um ataque frontal.  Este plano, no entanto, foi afundado por insistência de Oudinot, que achou mais vantajoso atacar Wittgenstein de frente.

### Os humores contrastantes nas sedes russas e francesas
Entrando em ação em Smoliani, os comandantes franceses exibiram as características dos líderes que se preparam para o fracasso: mau planejamento, indecisão e pessimismo devido a reveses anteriores.
Os historiadores criticaram Oudinot e Victor por não tentarem uma manobra de flanco contra Wittgenstein. Victor foi especialmente criticado por indecisão em seu planejamento e execução do ataque de Smoliani.  Anteriormente, em Czasniki, Victor havia se mostrado inclinado a recuar diante de apenas pequenas reviravoltas.
O clima entre os líderes russos na véspera da batalha contrastava fortemente com o dos franceses.
No quartel-general de Wittgenstein nessa época, existia um "senso de autoconfiança e realização orgulhosa", que se aglutinou como resultado de suas repetidas vitórias sobre os franceses em batalhas anteriores.  Um trabalho notável em 1812 descreve a aura entre Wittgenstein e sua equipe neste momento como uma sensação de ser "moralmente igual e muitas vezes superior ao inimigo".  Não é de admirar, talvez, que Victor tenha hesitado em executar a tarefa que lhe foi atribuída por Napoleão.

### Atrito severo entre as forças francesas
A causa francesa em Smoliani também foi prejudicada pelo crescente atrito dentro de suas fileiras.
Nas duas semanas seguintes à ação em Czasniki, a força de Victor sofreu muito com a exposição à geada e doenças. Em 10 de novembro, apenas 25.000 soldados permaneciam sob o comando de Victor, um desenvolvimento que aumentou a margem de superioridade de Wittgenstein sobre os franceses neste setor. Como resultado de serem mais bem abastecidos, mais bem aquartelados e mais inteligentemente protegidos dos elementos do que seus inimigos franceses, as tropas de Wittgenstein sofreram menos atrito com as privações e o clima.

## A batalha
A Batalha de Smoliani começou em 13 de novembro, na vila vizinha de Axenzi, e inicialmente os franceses foram bem-sucedidos. Aqui, os 6 000 soldados do general Louis Partouneaux atacaram a guarda avançada de Wittgenstein, 6 000 homens, liderada pelo general Alexiev.  Cada lado perdeu cerca de 500 soldados neste encontro e, apesar de reforçados, os russos foram forçados a recuar para Smoliani.
No dia seguinte, 14 de novembro, o combate se intensificou quando 5 000 soldados de Victor atacaram e capturaram Smoliani. Depois disso, no entanto, a força de ataque francesa sofreu uma reversão, sendo repelida pela ala direita russa e depois perdendo Smoliani para o contra-ataque de Wittgenstein.  Enquanto essa ação ocorria, um pequeno destacamento russo manteve a força superior de Oudinot sob controle na vila de Poczavizi, impedindo assim que essas tropas ajudassem Victor.
Embora a ação tenha diminuído com cada lado em sua posição original, e as perdas sofridas por ambos tenham sido iguais - 3 000 mortos, feridos e feitos prisioneiros - foram os franceses que tiveram o pior da sucata.  No dia seguinte, 15 de novembro, Victor recuou 20 milhas ao sul para Chereja.

## Consequências
Embora Wittgenstein não tenha perseguido imediatamente seu inimigo derrotado, ao vencer esta batalha, ele manteve o potencial de atacar o Grande Armée quando ele passou por Bobr, 40 milhas (64 km) ao sul de sua posição perto de Czasniki. O fato de Victor e Oudinot terem recuado diante dessa grande ameaça ao Grande Armée foi outro duro golpe para Napoleão. A Batalha de Smoliani também acabou, permanentemente, com qualquer esperança que os franceses tivessem de restabelecer sua "Linha Dwina" do norte.